# Apeadeiro de Couto de Cucujães

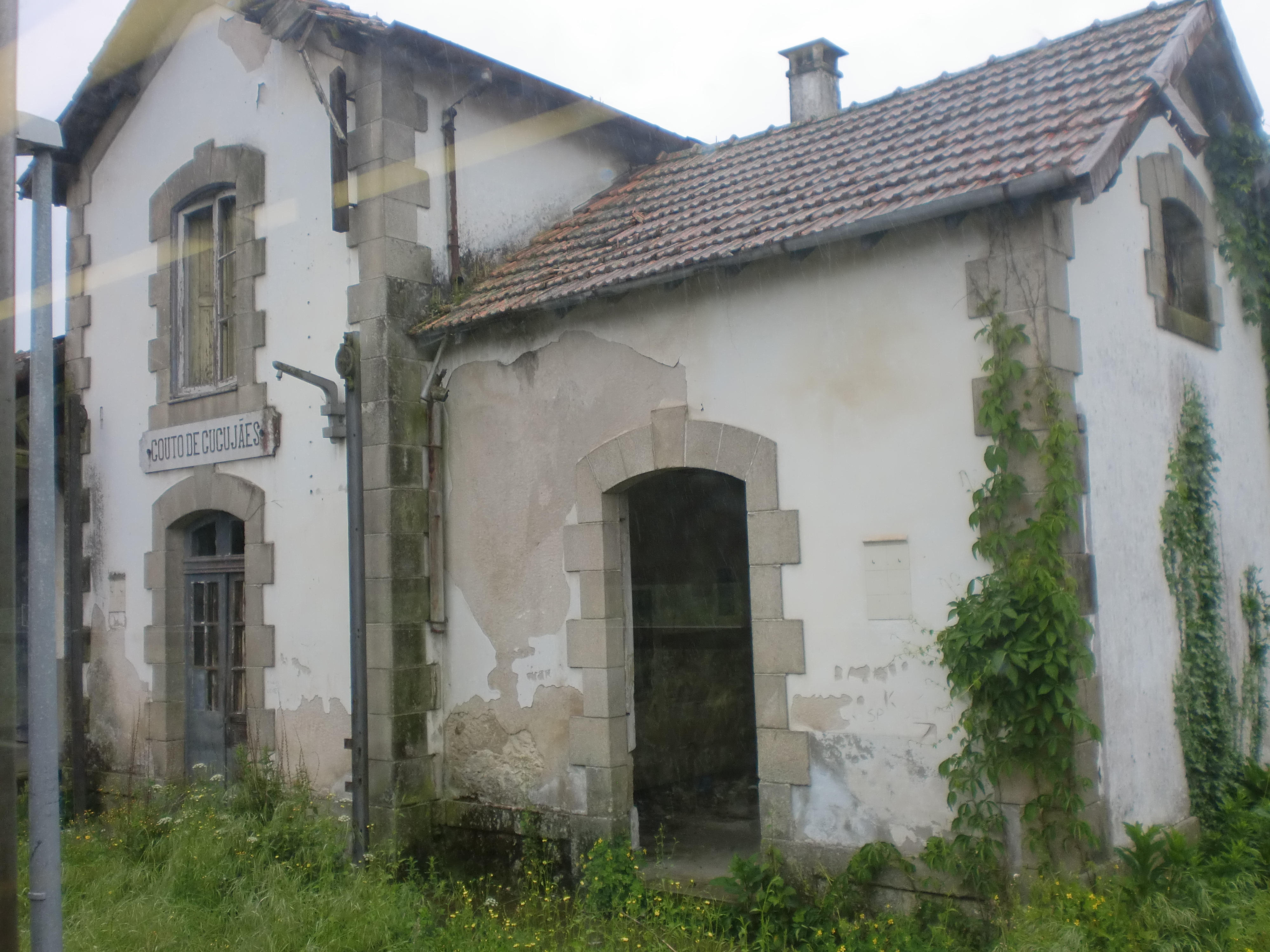
Edifício de passageiros de Couto de Cucujães, ao abandono em 2010.

O Apeadeiro de Couto de Cucujães é uma gare da Linha do Vouga, que serve a Vila de Cucujães, no Distrito de Aveiro, em Portugal.

## Descrição

### Infraestrutura
A superfície dos carris (plano de rolamento) ao PK 28+600 situa-se à altitude de 13 303 cm acima do nível médio das águas do mar. O edifício de passageiros situa-se do lado poente da via (lado direito do sentido ascendente, a Aveiro).

### Serviços
Em dados de 2022, esta interface é servida por comboios de passageiros da C.P. de tipo regional, com oito circulações diárias em cada sentido, entre Espinho-Vouga e Oliveira de Azeméis.

## História
A Gazeta dos Caminhos de Ferro de 1 de Maio de 1894 noticiou que o empresário Frederico Pereira Palha já tinha enviado ao governo o ante-projecto da primeira secção da Linha do Vouga, entre Espinho e as margens do Rio Caima, estando prevista a construção de uma estação em Couto de Cucujães, que tinha acesso pela estrada municipal entre aquela povoação e Oliveira de Azeméis.
Em 16 de Janeiro de 1895, a Gazeta dos Caminhos de Ferro reportou que os promotores do projecto tinham apresentado o seu programa para toda a rede do Vouga, de Espinho a Viseu e Aveiro, mantendo-se a intenção de servir a povoação de Couto de Cucujães.
Este apeadeiro encontra-se no primeiro troço da Linha do Vouga, entre as Estações de Espinho e Oliveira de Azeméis, que foi inaugurado no dia 21 de Dezembro de 1908.
Na XIII edição do Concurso das Estações Floridas, organizado em 1954 pela Companhia dos Caminhos de Ferro Portugueses e pelo Secretariado Nacional de Informação, Couto de Cucujães recebeu um diploma de menção honrosa simples.

Tinha originalmente estatuto de estação, tendo sido mais tarde (entre 1988 e 2010) despromovido à categoria de apeadeiro.